# Manuel (patrício)
Manuel (em grego: Μανουήλ) foi um oficial bizantino do século X. Um patrício, foi destinatário da epístola 36 de Nicéforo Urano. Essa carta é datada de depois de 996, pois nela Nicéforo se queixa sobre os horrores da guerra e ele ocupa posições militares após essa data. Nela também se menciona que seu irmão Miguel estava em Náuplia e confiou sua fortuna a certas pessoas, presumivelmente usurários, e perdeu quase tudo. Nicéforo solicitou a Manuel, que aparentemente tinha influência na cidade, que restituísse a posse de seu irmão e punisse os culpados.